# Ролинг Прери (Индијана)
Ролинг Прери (енгл. Rolling Prairie) насељено је место без административног статуса у америчкој савезној држави Индијана.

## Демографија
По попису из 2010. године број становника је 582.
| Група             | 2000.    | 2010.       |
| Белци             | 0 (0,0%) | 569 (97,8%) |
| Афроамериканци    | 0 (0,0%) | 2 (0,3%)    |
| Азијати           | 0 (0,0%) | 1 (0,2%)    |
| Хиспаноамериканци | 0 (0,0%) | 7 (1,2%)    |
| Укупно            | 0        | 582         |